# Anthony Le Tallec
Anthony Le Tallec (Hennebont, 3 de outubro de 1984) é um ex-futebolista francês que atuava como meia-atacante. 

## Títulos

### Sochaux
- Coupe de France: 2006–07

### Liverpool
- UEFA Champions League: 2004–05

### França
- Mundial Sub-17: 2001

### Individual
- Mundial Sub-17: Bola de Prata 2001

## Ligações Externas
- Perfil em Soccerway